# Maximus (cómic)
Máximus es un supervillano ficticio, genio, hermano de Rayo Negro y Cuñado de Medusa que aparece en los cómics publicados por Marvel Comics. El personaje ha sido representado como miembro y antagonista de los Inhumanos. Creado por el escritor Stan Lee y el artista Jack Kirby, apareció por primera vez en Fantastic Four # 47 (febrero de 1966).
Maximus es retratado en la serie de televisión de Marvel Cinematic Universe (MCU) de 2017 Inhumans por Iwan Rheon.

## Historia de la publicación
Apareció por primera vez en Fantastic Four #47 (1966) y fue creado por Stan Lee y Jack Kirby.

## Biografía del personaje ficticio
Maximus, un Inhumano, era el segundo hijo de los principales genetistas de Agon, el jefe del Consejo de gobierno de los genetistas, y Rynda, directora del Centro de Atención Prenatal. Sometido al ADN que alteran la niebla Terrigen cuando era un bebé, Maximus curiosamente no mostró ninguna señal externa de cualquier cambio mutágeno. Al madurar, escondió sus poderes psíquicos a la comunidad, pero tuvo menos éxito en disfrazar sus tendencias antisociales.
Cuando tenía unos dieciséis años, su hermano mayor, Rayo Negro fue liberado de la cámara protectora en la que había estado confinado desde su nacimiento debido a la naturaleza destructiva de su mutación Terrigena. Una de las primeras respuestas de Maximus a la libertad de su hermano fue un fallido intento de hacerle soltar su poder y demostrar que Rayo Negro no podía controlar sus poderes sónicos, y por lo tanto no debía ser libre. Un mes más tarde, Rayo Negro fue testigo de Maximus hacer un pacto de traición con un emisario de los Kree, la raza alienígena responsable de acelerar genéticamente a los Inhumanos eones antes. En un intento por detener el emisario que huye para que pudiera ser cuestionada por el consejo de gobierno, Rayo Negro utilizó su poder prohibido del grito casi sónica y atacó la nave alienígena del cielo. Cuando la nave se estrelló a la tierra, que aterrizó en el edificio del parlamento, matando a varios miembros clave del Consejo de Genética, incluyendo a los padres de los chicos. Las reverberaciones de la voz de Rayo Negro también afectaron a Maximus, que estaba de pie cerca, afectando su cordura y generando la supresión de sus poderes mentales incipientes. Cuando Rayo Negro asumió el trono poco después, Maximus se comprometió a oponerse a su hermano y, finalmente, usurpar su gobierno.
Maximus organizó su primer golpe exitoso unos años más tarde. Mediante la realización de un experimento ilegal en las primitivas Alpha, los clones de los trabajadores infrahumanos que una vez sirvieron a los Inhumanos, Maximus crearon el Trikon, tres seres de energía sin cuerpo de gran poder destructivo. Mientras que el Trikon causó estragos en Attilan, Maximus fue capaz de conducir la Familia Real de los Inhumanos fuera de la ciudad. Maximus más tarde envió a Gorgon en busca de la amnésica Medusa. En el intervalo de varios años antes de Rayo Negro y sus primos le encuentran en América, Maximus gobernó Attilan en lugar de Rayo Negro. Para sentirse seguro en su posición, Maximus ordenó a su siervo, Seeker, para localizar a la familia real y traerlos de vuelta a Attilan. Inmediatamente después de hacerlo, Rayo Negro se apoderó de la corona, para consternación de Maximus. Maximus también se encontró con Los 4 Fantásticos por primera vez. Maximus, con la esperanza de recuperar el afecto del público, activa el dispositivo Atmo-Gun. en el que había estado trabajando. Atmo-Gun es una máquina que creía que mataría a la raza humana y dejaría el resto de los seres vivos intactos. Maximus, sin embargo,calculó mal y el dispositivo no tuvo ningún efecto. Por despecho, Maximus utiliza el dispositivo para erigir una barrera "zona negativa" (que no debe confundirse con la dimensión de la antimateria de ese nombre) que encajona a Attilan en una esfera de fuerza oscura, encarcelando a toda la raza dentro. Rayo Negro liberó a su pueblo mediante el uso de su voz casi sónica para destruir la barrera, a costa de devastar la arquitectura antigua de Attilan.
Luego, Maximus se alió con seis delincuentes inhumanos, condenados por traición y actos subversivos. Libera a Falcona, Aireo, Stallior, Nebulo, Leonus y Timberius de su lugar de reclusión con ayuda de Hulk. Maximus engañó a Hulk para que destruyera la barrera protectora que guarda una sustancia química prohibida, creada hace siglos por el científico Inhumano Romnar. Esta sustancia tiene capacidades de absorción de energía altamente inestables y Maximus la quería para usurpar el trono de nuevo, pero Rayo Negro lo venció antes de que llegara a hacerlo.
Maximus tuvo éxito en su segundo golpe de Estado algunos meses más tarde. Drogar a la Familia Real con Will-amortiguamiento "hypno-pociones", Maximus arrebató la corona de Rayo Negro y tuvo la Familia Real encarcelada. Antes de que pudiera activar su Hypno-Gun, con la que creía que tendría a toda la humanidad rendida a su voluntad, la familia real escapó y lo sometió. El primer golpe de Maximus duró varios años; el segundo varios días. Escapa de Attilan con su banda de renegados en un cohete. Maximus aterriza en el país de América del Sur de Costa Salvador, y trata de construir un dispositivo amortiguador-de-voluntad similar a su Hypno-Gun. A sus planes se opusieron Hulk y el ejército estadounidense y él y sus aliados se vieron obligados a huir de nuevo.
Maximus, más tarde, fomentó una batalla entre la familia real y los Cuatro Fantásticos. Volviendo a Attilan, Maximus fue recibido de nuevo por su hermano Rayo Negro, el cual prefirió que Maximus estuviese en algún lugar que pudiera ser visto. Rayo Negro detectó que sin ninguna explicación los poderes psiónicos de Maximus, suprimidos desde que era adolescente, estaban regresando. Rayo Negro tenía Maximus colocado en una cápsula de animación suspendida, dentro de la cual él no podría usar sus poderes. El primo de Rayo Negro, Gorgon, sin embargo, se opuso al trato inhumano hacia Maximus y le liberó. Maximus utilizó inmediatamente sus poderes para subyugar a la población de Inhumanos y para provocar amnesia en su hermano. Maximus restaura la barrera de fuerza oscura alrededor de Attilan y comienza negociaciones con los Kree para vender ciertos Inhumanos  para ser utilizados como soldados. Con el tiempo la memoria de Rayo Negro vuelve, y junto a los Vengadores, regresa a Attilan y destruye la barrera. Los Vengadores impiden al agente Kree que cumpla su misión, y Rayo Negro libera los Inhumanos esclavizados. La tercera conquista de Maximus de Attilan duró varias semanas.
Traumatizado, Maximus escapa de su estricto castigo fingiendo locura. A continuación, comenzó a trabajar en su próximo intento de usurpar el trono: la construcción del androide Omega, cuya fuente de energía es la culpa colectiva, manifestada por la población de Inhumanos por su tratamiento a las infrahumanas, Primitives Alpha. Los Cuatro Fantásticos ayudaron a la Familia Real a frustrar la construcción, y el daño que causó fue leve. Maximus organizó su cuarto golpe de Estado exitoso poco tiempo más tarde, cuando la familia real había dejado brevemente Attilan por negocios. Tomando a Crystal y a su esposo Quicksilver como rehenes, Maximus obliga a Rayo Negro para darle la corona para salvar sus vidas. Rayo Negro así lo hace, y permitió que lo encerrase. Maximus había restablecido el contacto con los Kree y había negociado un acuerdo donde estos tomarían a todos los Inhumanos con habilidades extraordinarias, dejándole la otra mitad de la población a gobernar. Tritón y Karnak lograron rescatar a la mayoría de los cautivos de Maximus y burlar a los Kree y al agente Shatterstar. Sin darse cuenta de la victoria, Rayo Negro soltó su grito sónico en agonía, una vez más. Enfurecido por lo que había sucedido, Rayo Negro golpea a Maximus por primera vez y lo hace prisionero.
Maximus luego se alió con el Enclave, un grupo de científicos humanos que logró capturar a Medusa. El Enclave quería conquistar Attilan y despachó una fuerza de ataque aéreo. Cuando el Enclave amenazó con ejecutar Medusa, sin embargo, Maximus se volvió contra ellos fuera de la pasión no correspondida por la prometida de su hermano. Un arma de Maximus fue Manning sobrecargado, dejando a Maximus en coma semejante a la muerte. Rayo Negro tenía el cuerpo de su hermano colocado en una cripta especial, y cuando Attilan fue transportado desde la tierra a la luna, Maximus acompañado. En la luna, la mente de Maximus se puso en contacto con un cristal de poder ajeno situado allí, y volvió a despertar sus poderes mentales latentes. Cuando Rayo Negro siguiente vino a presentar sus respetos a su hermano, Maximus fue capaz de usar su poder para afectar a una transferencia de conciencia entre ellos. Durante varios meses, Maximus gobernó Attilan en el cuerpo de Rayo Negro, como Rayo Negro yacía preso en un tubo. El restablecimiento de contacto con el Enclave, Maximus ayudó a implementar lanzadores de meteoritos con los que tenían la intención de bombardear la Tierra. Con la ayuda de los Vengadores, interruptor de Maximus fue descubierto, y las artimañas del Enclave se frustró. Maximus se vio obligado a regresar a su cuerpo que le corresponde y se colocó de nuevo en régimen de aislamiento.
Su siguiente diagrama realizado desde su celda en la prisión implicó la voz de Inhumanos, y casi resulta en Attilan ser conquistada por fuerzas de la Tierra. Se fue frustrado por Rayo Negro y Medusa, que arregló para que Attilan fuera teletransportado lejos antes de su destrucción.

### Guerra Silenciosa
Con una próxima guerra entre el gobierno estadounidense y los Inhumanos, Máximus fue nuevamente tramando su venganza, burlándose de Rayo Negro de su prisión y tratando de influir en una Medusa angustiada de su lado. Él, de hecho, logró convencer a Medusa para tratar de tener a Luna que ayuda a "curarlo", sólo para Luna de realizar demasiado tarde que la "cura" en vez permitió Maximus para hacerse con el control sobre el resto de los Inhumanos. Después de que los Marines mejorados lograron destruir Attilan, Máximo usurpó el trono de los Inhumanos de Rayo Negro, teniendo Medusa como su reina, y el anuncio de un nuevo plan para conquistar la Tierra.

### Invasión Secreta
Cuando llegó a la amenaza de los Skrulls durante la historia de Invasión Secreta, Maximus no le importaba al principio. Cuando descubrió que su sobrino Ahura era un Skrull disfrazado, Maximus lo derrotó.

### Guerra de los Reyes
A partir de la Guerra de los Reyes, Rayo Negro ha vuelto a tomar el trono de los Inhumanos. Maximus es todavía libre y sirve como asesor científico de Rayo Negro, idear máquinas de guerra para los Kree para usar contra sus adversarios, los Shi'Ar.
Después de fuga del Rayo Negro, durante una época en que el fallo de los distintos imperios está a la disputa, Maximus se ve bajo la estrecha supervisión de Gorgon. Sus deseos para algo, cualquier cosa para gobernar, son despedidos con rapidez.

### Muerte de los Inhumanos
En las páginas de "La Muerte de los Inhumanos", Maximus está en New Arctilan cuando los Kree comienzan su campaña para que los Inhumanos se unan a ellos o mueran. El Superhumano Vox y el Kree que están con él están en New Arctilan y comenzaron a asesinar a todos los Inhumanos con los que se encuentran, viejos o nuevos. Armado con todas las habilidades de los Inhumanos y sin humanidad, Vox corta fácilmente su presa con sus poderes o su guadaña de energía literal. Incluso Maximus no puede derrotar a Vox, ya que rápidamente pierde un brazo por incluso intentarlo. Muy pronto, Lockjaw llegó y se puso de pie con Maximus para intentar detener a Vox por su cuenta, pero las cosas no fueron tan bien y Vox lanzó una enorme explosión, rompiendo un agujero en ambos. Más tarde se reveló que el Kree tomó su cuerpo y lo colocó en un traje de Vox donde le lavaron el cerebro para servir al Kree. Cuando Beta Ray Bill derribó a Vox durante su confrontación con Rayo Negro, rompió el lavado de cerebro de Maximus cuando algo en el traje de Vox la teletransportó mientras mataba a Maximus.

## Poderes y habilidades
Maximus tiene una inteligencia de nivel de genio y gran inventiva. Sus poderes mentales otorgados por los efectos mutagénicos de la exposición a Terrigen Mist le dan la capacidad de adormecer, anular, e incluso borrar la mente de una persona. Él tiene la capacidad de inducir la amnesia a corto plazo en los demás, y la capacidad de intercambiar su conciencia con la de otro. Pero los poderes mentales de Maximus tienen un rango limitado, así como la variabilidad que sólo puede afectar a las mentes en un radio determinado y sólo crear un efecto a la vez. Su influencia generalmente funciona mientras Maximus se concentra, pero ha dejado influencia de largo enterrados en sus temas, así, que se puede desencadenar por comando de voz, causando un sujeto para ejecutar comandos incrustados, olvidar o recordar.
La inestabilidad mental de Maximus a menudo le impide hacer pleno uso de sus poderes.
Maximus tiene una inteligencia sobrehumana. Él es un inventor extraordinariamente dotado, con conocimientos avanzados de la física, la mecánica y biología. Ha inventado un Atmo-gun (un dispositivo capaz de crear ondas de choque sísmicas y campos de fuerza de la "zona negativa"), y un Hypno-gun (otro dispositivo capaz de controlar las mentes a una distancia lejos).
Incluso sin utilizar el Terrigen Mist, las modificaciones Kree, combinado con siglos de cría selectiva, se han dado todos los Inhumanos ciertas ventajas. Su promedio de vida es de 150 años y un Inhumano en buena condición física posee fuerza, tiempo de reacción, velocidad y resistencia mayor que el más fino de los atletas humanos. los inhumanos que están en excelente forma física puede levantar una tonelada y son física y ligeramente superior a la cima del logro físico humano normal. La mayoría de los Inhumanos están acostumbrados a vivir en un ambiente libre de gérmenes y de contaminación y tienen dificultad para tolerar la contaminación del aire y el agua por mucho tiempo.

## Otras versiones

### Era de Apocalipsis
En la realidad de Era de Apocalipsis, Maximus era un Caballero de Apocalipsis, el Caballero de la Muerte. Operó en el área azul de la Luna, a bordo Buque, el Apocalipsis de Celestial nave. Maximus fue servido por su fuerza de ataque personal formado por clones de la Familia Real Inhumanos, que él había asesinado a sí mismo, alterado en formas monstruosas por las nieblas Terrigen, que la muerte se había ofrecido Apocalipsis a cambio de su posición. Maximus también experimentó en Sunfire, que habían sido capturados por Holocausto después de la destrucción de Japón, dejándolo incapaz de controlar sus poderes. Cuando el X-Men apareció en la Luna, en la creencia de Apocalipsis que se hibernando en Barco, Maximus capturó a los X-Men para transformarlos en sus siervos, y los utilizan para derrocar Apocalipsis. Sin embargo, Cíclope, que habían sido enviados para asegurar la transferencia de las Brumas, atacaron la Muerte traidor y liberaron a los X-Men con la ayuda de Blink. Maximus murió, junto a sus sirvientes, en la destrucción de la nave causado por Sunfire, cuyos poderes estallado fuera de control después de que fuera puesto en libertad.

### Marvel Knights 2099
En Marvel Knights de Marvel 2099, llamado Marvel Knights 2099, los Inhumanos están en una estación espacial llamada "Atillan", que tiene décadas atrás de la Tierra a la izquierda. Aquí esperan el despertar criogénico de Rayo Negro. El líder del Consejo saluda Rayo Negro y tienen a Lockjaw que los teletransportarse a la sala del trono de la vida privada. El líder anuncia que mató al resto de la Familia Real Inhumanos en suspensión criogénico, teniendo especial placer en matar Medusa, y se hizo cargo. El líder se revela como Maximus, shock y la ira de Rayo Negro, diciendo que él ha utilizado implantes para extender su vida con el fin de ver a Rayo Negro vulnerables, en su punto de ebullición. Maximus le ruega a Rayo Negro para liberar su poder y destruir todo - la estación, el legado, y el propio Maximus. Rayo Negro finalmente suelta y en un susurro, lo destruye todo. El, con un disparo termina con Rayo Negro llorando y muriendo en el espacio entre los restos.

### Ultimate Marvel
En Ultimate Marvel de la realidad, Maximus se introduce en primera Anual del Ultimate Fantastic Four, junto con los otros Inhumanos. Él es el hermano de Rayo Negro y la prometida de Crystal. Ella se niega a casarse con él refiriéndose a él como un "raquítico poco pavo real" y llamándolo El Loco.

## En otros medios

### Televisión
- Máximus apareció en la serie de 1994 Los Cuatro Fantásticos, episodio de dos partes, "Inhumans Saga", con la voz de Mark Hamill.[23]Después de que su hermano Black Bolt partiera en busca de Medusa, Maximus tomó el poder gobernando la ciudad. Hizo de su salida del Refugio un acto de traición para mantener a su hermano y a su cuñada fuera para siempre e intentó usar la Niebla Terrigen para matar a los humanos, pero eran demasiado similares a los Inhumanos para tener mucho efecto. Al ser derrotado por la Familia Real y los Cuatro Fantásticos, Maximus usó la Barrera Negativa como un último esfuerzo para atrapar a todos dentro del Refugio y mantener a todos los demás fuera. Los Cuatro Fantásticos escaparon pero los Inhumanos quedaron atrapados. En "The Sentry Sinister", los Inhumanos se volvieron más desesperados a medida que la comida, el agua y el aire escaseaban. Maximus se volvió loco y pareció volver a un estado mental infantil, aunque continuó inventando varios dispositivos. Black Bolt luego usó su voz para destruir la barrera, que también destruyó el Refugio. Los Inhumanos buscaron un nuevo hogar.
- Máximus aparece en Hulk and the Agents of S.M.A.S.H., episodio 22 "Naturaleza Inhumana", expresado por Nolan North.[23] En secreto construye un arma que acabará con toda la humanidad, sin embargo sería ineficaz contra los Inhumanos. Sólo Crystal es consciente de esta arma al descubrir su plan. Para la mayoría de los episodios que ha los otros Inhumanos, combate a los Agentes de S.M.A.S.H. Él es finalmente descubierto y derrotado por su traición, a pesar de que reactiva la barrera que protege a la ciudad Attilan, desde el resto del mundo, pero al final es destruido por Black Bolt.
- Máximus aparece también en la tercera temporada de Ultimate Spider-Man: Web Warriors, en el episodio 20, "Inhumanidad", expresado de nuevo por Nolan North.[23] Él está detrás del control mental de la familia real de Inhumanos (cuando fue traicionado por lo ocurrido en Hulk and the Agents of S.M.A.S.H), escapo de su celda, se apoderó de Attilan y es coronado como rey, como parte de su plan para tener los Inhumanos en declarar la guerra a S.H.I.E.L.D. dejando caer Attilan en Manhattan. Cuando intenta Máximus en su control mental con Spider-Man, Triton utiliza el Gyro-Cube para retrasar a Máximus para que puedan encontrar a Black Bolt. Al ser cavado en el palacio por Black Bolt, Spider-Man y Tritón son confrontados por Máximus y el lavado de cerebro en la familia real como Maximus se prepara para soltar Attilan en Manhattan. Máximus también afirma que los planes para cazar a toda la humanidad con el fin de hacer de la Tierra un mundo inhumano. Triton desafía a Máximus a una batalla con Spider-Man ayuda a combatir a Gorgon. Como trata Máximus en usar su control mental en Triton afirmando que los seres humanos son malos, Spider-Man ataca a Maximus y destruye la corona, liberando a la familia real de Inhumanos de su control mental. Como Máximus afirma que todavía Attilan aplastará a Manhattan con la humanidad, Spider-Man usa su web hacia la boca de Maximus para que se callara.
- Aparece en la nueva serie de Guardianes de la Galaxia, ahora con la voz de Diedrich Bader.[24] En el episodio 12, "La Plaga Terrígena", al tiempo que ha ideado una cura para la plaga Terrigena que había causado los Inhumanos en un crecimiento de cristales en sus cuerpos, Maximus estaba trabajando en la tecnología de control mental para controlar a Black Bolt como parte de su plan para jurar lealtad a los Kree. Se les escapó a Drax el Destructor, Rocket Raccoon y Groot en el pensamiento de que él era el gobernante de los Inhumanos hasta Star-Lord, Gamora, Medusa y llegó Lockjaw. Maximus después libera a Black Bolt de su cápsula de éxtasis y tiene lo atacan los Guardianes de la Galaxia junto a los cristalizadas Alpha Primitivos. Cuando Ronan el Acusador llega a Attilan, Máximus jura fidelidad a los Inhumanos y a los Kree debido a la historia de haber creado los Inhumanos de los Kree. Ronan el Acusador se remonta en su contrato y roba el casco de control mental de Maximus en tener a Black Bolt con él y Star-Lord llega teletransportarse a las cavernas de Cristales Terrigena debajo de Attilan. Después de la plaga Terrigena fue eliminado y Ronan el Acusador fue repelido, Máximo fue encerrado en la mazmorra de Attilan. En el episodio "El Toque Inhumano", Star-Lord visita a Máximus en su celda para ver lo que sabe acerca de la Semilla Cósmica. Máximus hace un truco con Star-Lord para que le diera un lápiz que le permite escapar de su prisión. Máximus primero comienza por tomar el control de los Inhumanos. Rocket y Groot desactivan la emisión. Entonces, Máximus usa su cañón Terrigena en un complot para bombardear el planeta más cercano. Star-Lord, Groot, Karnak y Medusa lo toman para destruirla desde dentro. Cuando Máximus trata de escapar en el Milano, Star-Lord y Black Bolt lo siguen y se cuelan en el Milano. Star-Lord engaña a Máximus en golpear el botón de reproducción en el casete, alegando que es un botón de autodestrucción, que toca música que permite a Black Bolt noquear a Máximus.
- Maximus aparece en la tercera temporada de Avengers: Ultron Revolution, episodio 23, "Civil War, Parte 1: La Caída de Attilan", expresado de nuevo por Diedrich Bader.[23] Se le vio con algunos grupos de choque armados que causan estragos en Las Vegas, donde él estaba planeando hacer estallar una bomba Terrigena como arma sólo para ser derrotado por los Vengadores y entregado a los guardias inhumanos en la Nueva Attilan que deben adoptarse para un Nuevo Centro de Procesamiento de Attilan. En su camino a ser llevado a la cárcel, Máximus lava el cerebro a Inferno en causar estragos en Nueva Attilan, suficiente para hacer estallar los explosivos que Máximus horaria. Él logró escapar, mientras que la creación de un campo de fuerza para contener todo el mundo en la ciudad de explotar. Después de los Vengadores y la familia real de Inhumanos evacuan a todos, desde Nueva Attilan e Inferno se entrega a sí mismo por los guardias de Truman Marsh, Hulk había aprehendido a Maximus, quien rantes que Rayo Negro ha dejado que los Inhumanos se exponen a la raza humana. Como Máximus trata de correr, Black Bolt lo lleva a cabo con su voz al hablar, "Hermano".
- Iwan Rheon interpreta a Maximus en la serie de acción en vivo The Inhumans,[25] de la ABC, mientras que su propio hijo es retratado por Aidan Fiske. Se revela que la Terrigenesis de Maximus lo hizo humano y le causó mucha envidia hacia Black Bolt, especialmente desde que su padre, Agon, le negó a Maximus su deseo de gobernar.[26] Él da un golpe de Estado con la ayuda de Auran y los Guardias Reales Inhumanos que están de su lado mientras el resto de la Familia Real huye a Hawái a través de Lockjaw. Aunque Lockjaw está aturdido por Pulsus y Crystal está bajo arresto domiciliario.[27] Intenta que Crystal lo apoye, pero ella también se rebela y huye a Hawái, dejando a Maximus para convencer al consejo de la incompetencia de la familia real. Además, envía peligrosos Inhumanos, como Mordis, para cazar a la Familia Real.[26] Maximus tiene además al humano, el Dr. Evan Declan trabajando para él para que pueda estudiar a Black Bolt y, con suerte, usar su ADN para crear un nuevo Terrigenesis para él.[28] Maximus se entera de la posición de Auran con Declan, pero le informa que no le cuente de su asociación con él. Maximus cree que para que "su" gente gane libertad tienen que ganársela, por lo tanto, envía a los Inhumanos a cazar a su familia. Sin que él lo supiera, algunas de las personas de Attilan están conspirando contra él.[29] Más tarde lo descubre a través del miembro del consejo genético Tibor y mata a él y a sus conspiradores como ejemplo mientras le pide al profético inhumano Bronaja que elija un bando.[30] Maximus se reúne con su familia para un parley. Sin embargo, engaña a su familia tomando Declan y lo obliga a preparar un segundo Terrigenesis. Cuando se le alerta del próximo movimiento de su familia, intenta escapar, pero Tritón lo captura. Lo llevan a Black Bolt y le dice que instaló un dispositivo a prueba de fallos para que si lo mata, Attilan sea destruido.[31] Maximus se niega a renunciar al trono o impedir que la cúpula sobre la ciudad se derrumbe y aprende a través de Bronaja que seguirá siendo el Rey de Attilan y que Black Bolt no estaba a la vista. Pronto, Auran lo deja como toda la ciudad y la Familia Real, sin Black Bolt, escapa a la Tierra. Maximus le revela a Black Bolt que él indirectamente mató a sus padres cuando forjó una firma para que Black Bolt sea lobotomizado. Maximus es eliminado y atrapado en el bunker de Attilan. Mientras mira la habitación bien surtida, Maximus se da cuenta de que aún es el rey de Attilan y que Black Bolt, de hecho, lo ha dejado, ya que es solo la población como lo predijo Bronaja.[32]

### Videojuegos
- Maximus se menciona en  Marvel: Ultimate Alliance  por varios Inhumanos. Gorgon dice que tiene Maximus "bloqueado de forma segura en el laberinto."
- Máximus aparece en el juego de Facebook Marvel: Avengers Alliance, introducido en las operaciones especiales - Inhumanos.
- Maximus aparece como un personaje de nivel jefe y jugable en Lego Marvel Super Heroes 2.[33]
- Maximus es un personaje jugable en Marvel Future Fight.
- Maximus aparece como jefe en Marvel Ultimate Alliance 3: The Black Order, con la voz de Diedrich Bader.[23]